# 김진우 (연출가)
김진우는 KBS 드라마본부의 프로듀서이다. 2013년 KBS 월화드라마 《굿 닥터》를 기민수 PD와 함께 연출한 바가 있다. 2017년 8월 9일자로 KBS 드라마본부에서 퇴사했다.

## 작품

### 방송
| 분류   | 방송사 | 제목                         | 역할 | 기간             |
| ------ | ------ | ---------------------------- | ---- | ---------------- |
| 단막극 | KBS2   | KBS 드라마 스페셜 《칠성호》 | 연출 | 2012년 9월 9일   |
| 단막극 | KBS2   | KBS 드라마 스페셜 《상권이》 | 연출 | 2012년 12월 16일 |
| 단막극 | KBS2   | KBS 드라마 스페셜 《18세》   | 연출 | 2014년 5월 11일  |
| 분류   | 방송사   | 제목                             | 역할 | 기간                              |
| ------ | -------- | -------------------------------- | ---- | --------------------------------- |
| 드라마 | KBS2     |                                  |      |                                   |
| 드라마 | KBS2     | KBS 월화드라마 《힐러》          | 연출 | 2014년 12월 8일 ~ 2015년 2월 8일  |
| 드라마 | KBS2     | KBS 월화드라마 《굿 닥터》       | 연출 | 2013년 8월 5일 ~ 10월 8일         |
| 드라마 | KBS2     | KBS 수목드라마 《난폭한 로맨스》 | 연출 | 2012년 1월 4일 ~ 2012년 2월 23일  |
| 드라마 | KBS2     | KBS 수목드라마 《추리의 여왕》   | 연출 | 2017년 4월 5일 ~ 5월 25일         |
| 드라마 | KBS2     | KBS 수목드라마 《슈츠》          | 연출 | 2018년 4월 18일 ~ 2018년 6월 14일 |
| 드라마 | 넷플릭스 | 《좋아하면 울리는 시즌 2》       | 연출 | 2021년 3월 12일                   |

## 수상 경력
- 2014년 제50회 백상예술대상 TV부문 드라마작품상 수상